# Le Petit Bras (rivière Amédée)
Pour les articles homonymes, voir Le Petit Bras.
Le Petit Bras est un affluent de la rivière Amédée, traversant la ville de Baie-Comeau, dans la municipalité régionale de comté de Manicouagan sur la Côte-Nord, dans la province de Québec, au Canada.
La partie supérieure de cette vallée est surtout desservie par la route 389; la partie inférieure, par la route 138.
Outre la zone industrielle et la zone urbaine en fin de segment, la sylviculture constitue la principale activité économique de cette vallée.
La surface de la rivière Amédée est habituellement gelée du début de décembre à la fin mars, sauf les zones de rapides; toutefois la circulation sécuritaire sur la glace se fait généralement de la mi-décembre à la mi-mars.[réf. nécessaire]

## Géographie
Le Petit Bras prend sa source d'un petit lac (longueur: 0,3 km; altitude: 187 m). Ce lac est situé à:
- 2,7 km à l'ouest du lac Castelnau;
- 4,5 km à l'ouest du lac à la Chasse (Baie-Comeau);
- 7,1 km au nord-ouest de l'embouchure du Le Petit Bras.

Le Petit Bras coule sur 11,8 km avec une dénivellation de 137 m, selon les segments suivants:
- 0,7 km d'abord vers le sud, puis vers le nord-ouest où il coupe la route 389, jusqu'à un coude de rivière correspondant à un ruisseau (venant du nord-ouest);
- 4,8 km formant d'abord un crochet vers le sud, puis vers le sud-est en recueillant un ruisseau (venant du sud) et trois ruisseaux (venant du nord) jusqu'à un coude de rivière où le courant tourne vers l'est, en traversant une zone de marais avant de se déverser vers le sud dans le lac Petit Bras;
- 2,1 km vers le sud en traversant sur 1,6 km le lac Petit Bras (altitude: 69 m) sur sa pleine longueur; puis traversant un petit lac sur 0,4 km où le courant tourner vers le sud, jusqu'à son embouchure;
- 1,4 km vers le sud-ouest en passant du côté ouest du Parc industriel Jean-Noël-Tessier, jusqu'à un ruisseau (venant du nord-ouest);
- 2,8 km vers le sud-est en coupant la route 138 jusqu'à un coude de rivière où le courant tourne vers le sud-ouest, jusqu’à son embouchure[3].

Le Petit Bras se déverse sur rive nord-est de la rivière Amédée, soit à:
- 5,4 km au nord-est de l'embouchure de la rivière Manicouagan;
- 1,9 km au nord-ouest de l'embouchure de la rivière Amédée[3].

## Toponymie
Le toponyme « Le Petit Bras » a été officialisé le 2 août 1974 à la Banque des noms de lieux de la Commission de toponymie du Québec.